# Bitka pri Iron Works Hill
Bitka pri Iron Works Hill, znana tudi kot Bitka pri Mount Holly, je bila serija manjših spopadov, ki so se zgodili 22. in 23. decembra 1776 med ameriško revolucionarno vojno. Boji so se odvijali v občini Mount Holly v New Jerseyju med ameriško silo, večinoma sestavljeno iz kolonialne milice pod poveljstvom polkovnika Samuela Griffina in silami 2.000 hessijcev in britanskih rednih vojakov pod poveljstvom Carla von Donopa.
Čeprav je bila ameriška sila 600 mož sčasoma prisiljena zapustiti svoje položaje zaradi večje hessijske sile, je ta akcija preprečila von Donopu, da bi bil v svoji dodeljeni bazi v Bordentownu, New Jersey in v položaju, da bi pomagal brigadi Johanna Ralla v Trentonu, New Jersey, ko jo je napadla in premagala George Washington po tem, ko so njegove Washingtonove čete prečkale reko Delaware v noči s 25. na 26. december 1776.